# 남성남
남성남(南成男, 1931년 ~ 2015년 8월 31일)은 대한민국의 희극인, 영화 배우로 본명은 이천백이다.

## 생애
1954년 연극 배우로 첫 데뷔한 그는 1957년 영화 《봉이 김선달》의 주연으로 영화배우 데뷔하였고 이후 1970년대에는 남철하고 단짝을 이룬 "왔다리 갔다리 춤"의 개그 연기로 인기를 끌었다.

## 출연작

### 텔레비전 프로그램
- 《웃으면 복이와요》(MBC, 1979년)
- 《일요일 밤의 대행진》(MBC, 1981년)
- 《청춘행진곡》(MBC, 1984년)
- 《청춘만만세》(MBC, 1984년)

### CF
- 1978년 동아제약 에리카*씨(단짝 남철하고 함께 출연)
- 1982년 한독  모노탄(남철하고 콤비로 출연)
- 1987년 애경유지 애경 트리오(Feat. 김영하)
- 1990년 롯데제과 ABC 초콜렛(MBC 코미디언 단체들로 출연)